# Tűréshatár (film, 2007)
A Tűréshatár, angol címén Flash Point (eredeti címén 導火綫, jyutping: Dou6 Fo2 Sin3, magyaros: Tou fó szín) egy 2007-ben készült hongkongi akciófilm, melyet Wilson Yip rendezett. A főbb szerepekben Donnie Yen, Collin Chou, Louis Koo és Fan Ping-ping (Fan Bing-bing) látható.

## Cselekmény
A történet 1997 előtt játszódik, a rendőrség beépíti Wilsont (Louis Koo) Hongkong egyik befolyásos, három testvérből álló drogkereskedő maffiacsaládjába. Egy balul elsült akció közben a maffiózók rájönnek, hogy Wilson a beépített tégla. Wilson társának, Ma felügyelőnek (Donnie Yen) mindent be kell vetnie, hogy megmentse társát és elkapja a szökni próbáló három testvért.

## Előkészületek és forgatás
Donnie Yen több mint 20 harcművészt hívott meg a filmhez, a koreográfia tervezésekor pedig arra törekedett, hogy a harcok valósághűek legyenek és minél kevesebb speciális effektust kelljen alkalmazni. A filmben Yen az MMA (vegyes harcművészetek) stílusában küzd. A film kedvéért Yen külön edzett MMA-stílusban és több órányi ringküzdelmet nézett végig, hogy hűen visszaadhassa az MMA lényegét a filmben. A Flash Point forgatását 2006. november 13-án kezdték meg, akkor még A City Without Mercy munkacímen.

## Fogadtatása és hatása
Az SPL után Yen karrierjének másik, harcművészetileg kiemelkedő alkotása, és a Todd Brown, a Twitch Film kritikusa szerint a legjobb akciókoreográfiája is egyben a Flash Point. Brown szerint Donnie Yen ezzel a filmmel érte el koreográfusi karrierjének csúcsát: „bebizonyította, hogy vitán felül a legjobb akciókoreográfus a világon, ha olyan koreográfiát akarunk, ami nem érződik koreográfiának. Ha csontig hatoló akcióra van szükség, ami olyan, mintha valóban megtörténhetne a való világban, akkor nincs senki, aki jobban csinálná, mint Yen és ez [a Flash Point] az ő legjobb alkotása e téren.” A LoveHKFilm.com szerint a film „messze van a jó filmkészítéstől”, a történet elcsépelt, a színészi játék eltúlzott és rengeteg a logikai hiba, azonban „az ember néha csak akcióra vágyik, és a felvonultatott harcok a Flash Pointban eléggé kemények és ütősek ahhoz, hogy elégedetté tegyék a nézőt.”
Csang Vej-li (Zhang Weili) kínai női MMA-bajnok egy televízióműsorban bevallotta, hogy Donnie Yen inspirálta, hogy MMA-val kezdjen foglalkozni, és a Flash Pointból ismerte meg a sportot.